# 지석항
지석항은 경상남도 거제시 사등면 지석리에 있는 어항이다. 2003년 2월 3일 어촌정주어항으로 지정하여 관리하고 있다. 시설관리자는 거제시장이다.

## 어항 연혁
- 지석마을은 선사시대의 고인돌 무덤이 지석방의 서남쪽에 세개가 있었기에 지석이라 하였으며 1923년 처음으로 사등면사무소를 사등리에 둔 후에 1919년 지석마을에 옮겼다가 1936년 성포로 옮겼다.

## 어항 구역
- 수역: 미지정(거제시 사등면 지석리 1234-18번지 수역)
- 육역: 미지정

## 어항 시설
- 선착장

## 주요 어종
- 굴, 도다리, 감성돔, 노래미